# Ogelala (Schulhoff)
Ogelala „Ballettmysterium nach antik-mexikanischem Original“ op. 53 ist ein im Jahre 1923 von Erwin Schulhoff komponiertes Ballett in einem Akt, unterteilt in 13 Bilder.

## Bilder
- I. Kampf
- II. In Fesseln
- III. Im Pueblo Konig Ivas
- IV. Fesseltanz
- V. Pantomime – Das Urteil
- VI. Schädeltanz
- VII. Das Leid Ivalas
- VIII. Ivalas Tanz
- IX. Siegestanz
- X. Liebestanz
- XI. Sexualtanz
- XII. Waffentanz
- XIII. Opfertanz

Quelle:

## Besetzung
Das Ballett ist besetzt für:
- kleine Flöte
- Flöte
- Oboe
- Englischhorn
- Klarinette in B (+ Klarinette in Es)
- Bassklarinette in B
- Fagott
- Kontrafagott
- 2 Hörner in F
- kleine Trompete in B
- Schlagzeug
  - Xylophon
  - Glockenspiel
  - Triangel
  - Becken
  - große Trommel
  - Militärtrommel
  - Rührtrommel
  - Tam-Tam
  - Kastagnetten
  - Ratschen
- Harfe
- Banjo
- Violine I
- Violine II
- Viola
- Violoncello
- Kontrabass

Auffällig ist, dass die Besetzung stark von der klassischen symphonischen Besetzung abweicht; so ist abgesehen von einer Trompete keinerlei Blech besetzt, außerdem fehlt im Schlagwerk die Pauke. Auch das besetzte Banjo ist sehr untypisch für ein klassisches Orchester. Charakteristisch ist zudem die große Vielfalt an Schlaginstrumenten, die den rhythmischen Charakter der Musik ausmacht.